# 國立中興大學獸醫教學醫院
國立中興大學獸醫教學醫院為國立中興大學獸醫學院設於臺中市南區與西區的獸醫院。同時接受農委會動物防檢局辦理輸入犬貓隔離檢疫作業。

## 歷史

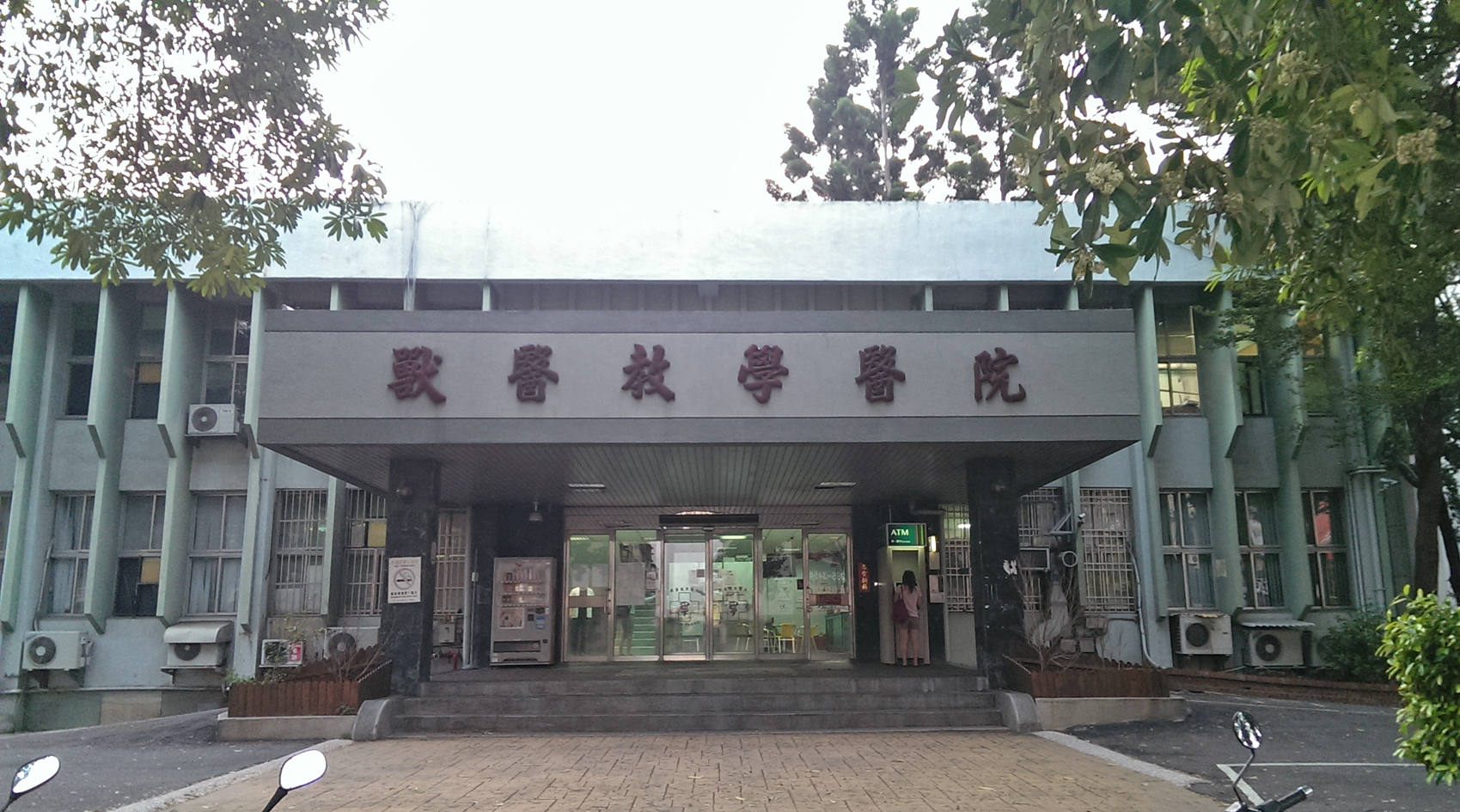
1980年興建的獸醫院(總院)，2022年拆除

1970年國立中興大學農學院成立獸醫系，1982年成立國立中興大學獸醫研究所。
- 1980年10月，國立中興大學農學院在國光路、旱溪旁的興大總校區成立「國立中興大學家畜醫院」。[2]
- 1981年，接受經濟部商品檢驗局（1996年改由農委會動植物防檢局）委託，為國外攜入之犬貓嚴格執行檢疫隔離作業。
- 1993年7月，平日開辦夜間門診
- 1996年11月，在人員不足下停辦夜間門診。
- 1998年，農委會補助興建輸入犬貓檢疫隔離舍一棟，可同時檢疫98隻犬貓。
- 1999年，獸醫學系、獸醫微生物學研究所、獸醫病理學研究所、獸醫公共衛生學研究所及獸醫教學醫院整合成立獸醫學院，改制為「國立中興大學獸醫教學醫院」。行政院農業委員會動植物防檢局依據1998年第一次全國養豬會議之建議案補助興建動物疾病診斷中心大樓（2002年3月完工）。
- 2001年5月14日，獸醫學院院務會議通過〈國立中興大學獸醫學院動物疾病診斷中心設置辦法〉及〈國立中興大學獸醫學院動物疾病診斷中心暫行要點〉。
- 2002年12月6日，國立中興大學第43次校務會議通過設置國立中興大學獸醫學院動物疾病診斷中心。
- 2003年7月，國立中興大學獸醫學院動物疾病診斷中心正式成立。[3]
- 2018年10月，於臺中市西區成立「向上分院」[4]。
- 2022年9月12日，位於南投縣中興新村南核心的國立中興大學南投校區正式成立，興大宣佈計畫將在南投校區增設獸醫院[5]。
- 2022年10月，總院進行改建拆除工程，門診業務均改至向上分院，新建獸醫教學大樓預計2026年完工[6]。

## 歷任院長[7]
1. 王吉德：1980年5月—1981年8月（獸醫學系主任兼任）
2. 王俊秀：1981年8月—1987年7月
3. 何昭堅：1987年8月—1992年7月
4. 劉正義：1992年8月—1996年7月
5. 馮翰鵬：1996年8月—1999年7月
6. 王俊秀：1999年7月—2003年7月
7. 王渭賢：2003年8月—2004年7月
8. 茅繼良：2004年8月—2005年12月
9. 許添桓：2006年1月—2009年7月
10. 李衛民：2009年8月—2015年1月
11. 張仕杰：2015年2月—2018年1月
12. 陳文英：2018年2月—2021年1月
13. 許添桓：2021年2月—現任

## 人員編制
- 院長
  - 主任（內、心眼、外、腫瘤、野動、大動物、麻醉、影像、檢驗、藥劑、總務等11科）
    - 醫師：4名公務獸醫師、38名契約進用獸醫師（含主治醫師1人，總醫師8人、住院醫師20人及實習醫師9人），其他由獸醫系教師15名兼任
    - 寵物照護員：1名
    - 業務行政人員：15名

## 醫學
醫療科別
- 一般內科
- 心眼科
- 一般外科
- 腫瘤科：含臨床醫療組、外科病理組
- 野生動物科：含鳥禽類（不含鴿子、鴕鳥、鴯鶓）、兔、蛇（無毒）、蜥蜴、烏龜、青蛙、貂、刺蝟、鼠、蜜袋鼯、松鼠、非犬貓之哺乳類動物。
- 大動物及經濟動物科
- 麻醉暨重症加護科
- 影像診斷科
- 檢驗科
- 藥劑科

實習
興大獸醫學系五年級學生臨床診療實習分成七組，輪流在醫院各部門實習，分別為小動物內科、小動物外科、大動物科、野生動物科、禽病科、臨床病理科及病理解剖科。

## 外部連結
- 國立中興大學獸醫教學醫院（页面存档备份，存于）